# The Mask
Pour les articles homonymes, voir Mask.

Logo de la série de comics The Mask.

Le Mask, ou The Mask, est une série de comics créée par Mike Richardson, Randy Stradley, Mike Badger, John Arcudi et Doug Mahnke. L'histoire a ensuite été adaptée au cinéma avec The Mask et en The Mask, la série animée.

## Synopsis
Même si l'histoire se tourne vers différents personnages, l'intrigue est souvent la même : un homme médiocre, inconnu de tous et vivant seul, trouve un jour un masque. Une fois porté, ce masque confère à son porteur des pouvoirs quasiment absolus, le rendant invincible et presque omnipotent. Il provoque aussi une transformation physique, donnant une tête verte, plus grosse et en général chauve avec un sourire éclatant. Le masque altère également la personnalité de son porteur, supprimant en lui toute inhibition. En conséquence, dans les comics, la plupart de ses porteurs se sont rapidement transformés en anti-héros extrêmement violents, même si ce n'était pas à l'origine leur objectif, ou à l'inverse ont commis toutes sortes de délits comme cambrioler des banques ou voler des objets très rares.
Lorsqu'il parvient à enlever le masque, le porteur fait tout pour s'en débarrasser, mais rien à faire : le masque est comme aimanté et oblige son porteur à le remettre. Quelquefois, il s'allie avec d'autres criminels, comme le Joker ou Lobo. Mais, parfois, il fait équipe avec (ou combat) quelques super-héros comme Batman, Grifter (de Wildstorm comics) ou bien Marshal Law (un autre personnage de Dark Horse). Il y a trois sortes de fin : soit le porteur se débarrasse définitivement du masque, soit il est jeté en prison, soit il meurt. Au dernier tome, le masque est détruit. 

## Comics

### Comics The Mask ~régulier~
- 1987 - Dark Horse Presents #10~21 ("Le masque" est le prototype de ce que sera le comic "The Mask" par la suite)
- 1989 - Mayhem #1~4 (réédité par la suite en "The Mask #0")
- 1991 - The Mask #0~4
- 1992 - The Mask Returns #1~4
- 1995 - The Mask Strikes Back #1~5
- 1995 - The Mask - The Hunt For Green October #1~4
- 1995 - The Mask World Tour #1~4
- 1996 - The Mask - Southern Discomfort #1~4
- 1996 - The Mask - Night of the return of the living Ipkiss...Kinda
- 1998 - The Mask - Toys In The Attic #1~4
- 2014 - Itty Bitty Mask #1~4

### Comics The Mask ~Crossover~
- 1996 - Walter: Campaign of Terror
- 1998 - The Mask - Marshal Law
- 1996 - Grifter And The Mask
- 1997 - Lobo/The Mask
- 2000 - Joker/The Mask

### Comics The Mask ~Adventure~
(comic basé sur le film & la série animé)
- 1994 - The Mask Official Movie Adaptation
- 1996 - Adventures of the Mask #01~12
- 1997 - The Mask - Virtual Surreality
- 1999 - Angry Young Mask ( Dark Horse Presents Annual)
- 2000 - The Mask - No mask is an island ( Dark Horse Presents #153)

### Comics The Mask ~Omnibus~
- 2008 - The Mask Omnibus #1

(The Mask - The Mask Returns - The Mask Strikes Back)
- 2009 - The Mask Omnibus #2

(The Mask: The Hunt for Green October - The Mask: World Tour - The Mask: Southern Discomfort - Night of the Return of the Living Ipkiss...Kinda - The Mask: Toys in the Attic)
- 2009 - Adventures of the Mask Omnibus

(The Mask: Official Movie Adaptation - Adventures of the Mask - The Mask: Virtual Surreality - Angry Young Mask - No Mask Is An Island)

## Adaptations

### Films
- 1994 : The Mask de Chuck Russell avec Jim Carrey, Cameron Diaz. L'adaptation cinématographique du Mask.
- 2005 : Le Fils du Mask (The Son of the Mask) de Lawrence Guterman avec Jamie Kennedy, Alan Cumming. Suite, les aventures du fils du Mask.

### Série télévisée
- 1995-1997 : The Mask, la série animée, de Mike Werb et Michael Fallon, produit par Film Roman Productions et Sunbow Productions.

### Jeux vidéo
- 1995 : The Mask sur Super Nintendo. Par THQ.
- 2005 : Son of the Mask sur téléphones mobiles. Par Indiagames en février 2005.

## Commentaire
- Dans la série animée, qui se trouve dans la continuité du film, le personnage est présenté comme un super-héros espiègle et peu respectueux de la loi, mais pas réellement violent, contrairement à ce qui peut être vu dans le comics.
- Le titre de « The Mask » était à l'origine uniquement une allusion à l'objet, le personnage principal répondant quant à lui au nom de « Grosse Tête ». Cependant, dans le film, la série télévisée et la série de comic Adventure of the Mask, le personnage est appelé « le Masque » (« The Mask » en version originale).